# Clima de Panamá

Mapa climático de Panamá según la clasificación Koppen

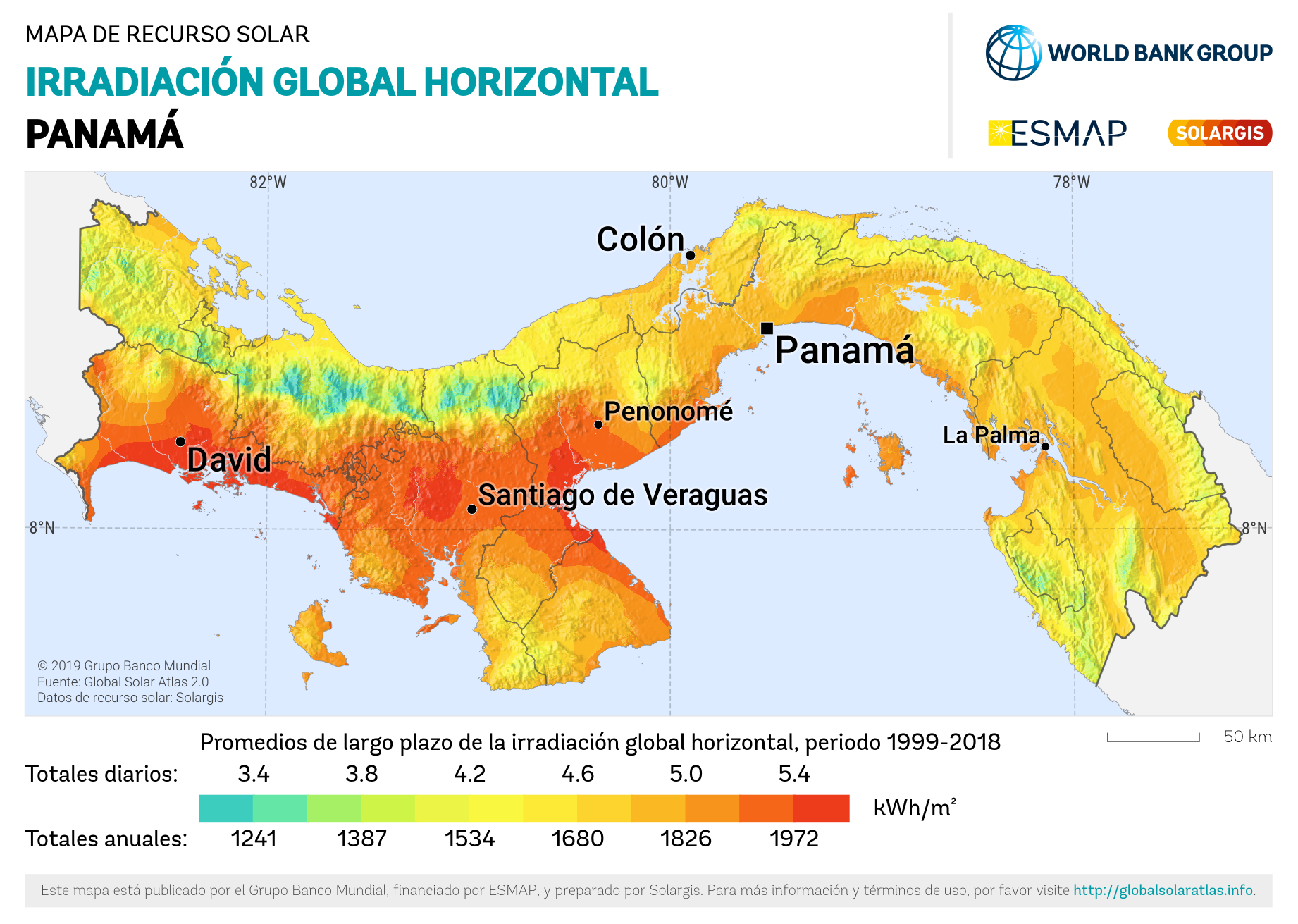
Mapa según irradiación horizontal global (GHI).

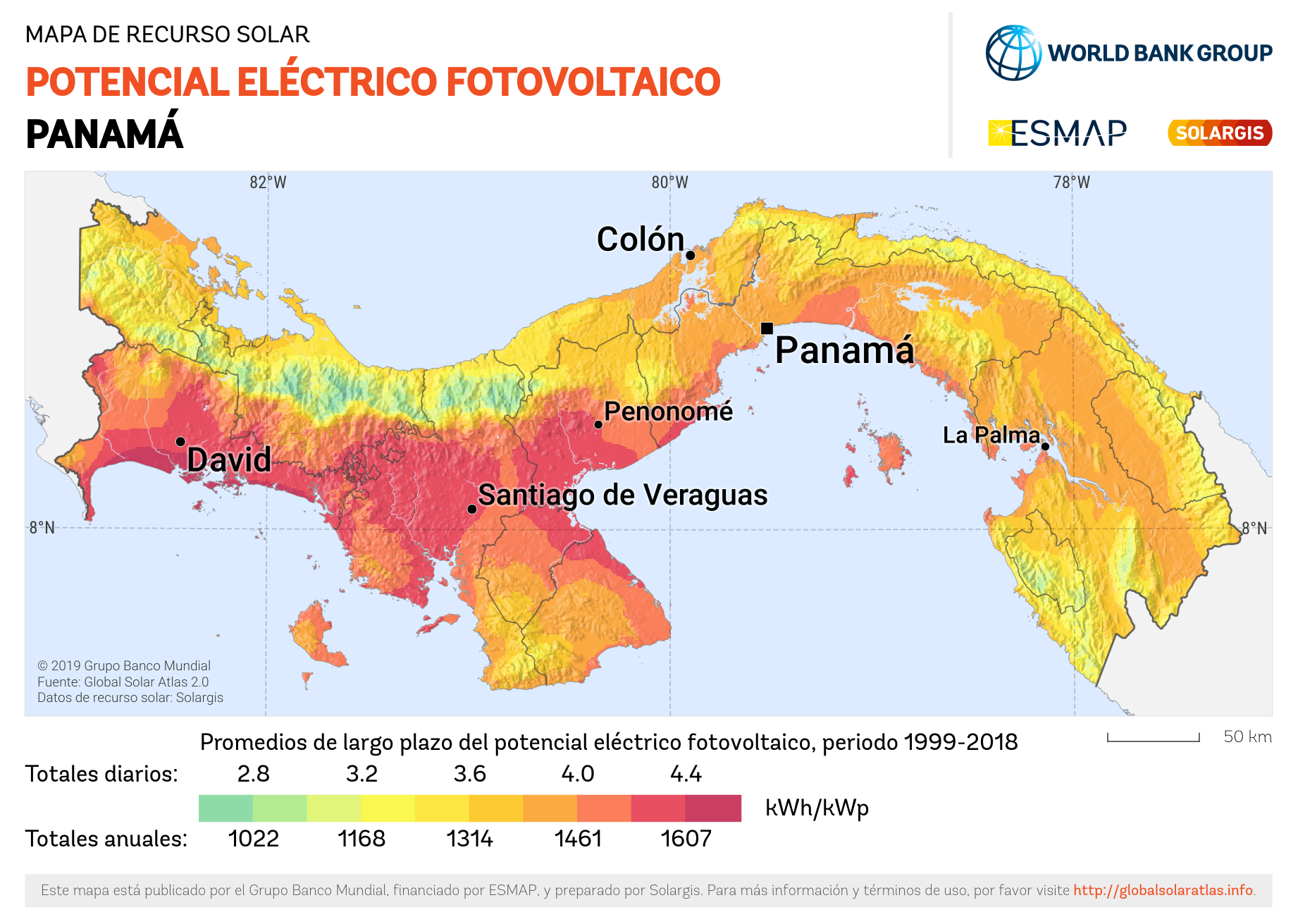
Mapa según el potencial de generación de energía solar fotovoltaica (FV)

El clima de Panamá es el conjunto de elementos del tiempo que definen  rasgos climáticos propios del país. La República de Panamá se ubica en la región neotropical del mundo por lo que los climas predominantes están relacionados con el clima tropical.  Posee dos estaciones bien definidas todo el año y definidas por el régimen pluviométrico: Estación seca (llamada localmente "verano") y la lluviosa (llamada "invierno"), ambas totalmente opuestas a las estaciones del hemisferio norte.  También es importante destacar la existencia de un fenómeno denominado Veranillo de San Juan, que interrumpe brevemente la estación lluviosa en la vertiente del pacífico. En la vertiente atlántica llueve todo el año y no posee una estación seca definida. 

## Factores que determinan el Clima

### Situación geográfica y relieve
- Hemisferio Norte.

- Latitud: de 7°11' N a 9°39' N
- Longitud: de 77°10' O a 83°3' o

Panamá está ubicada en la zona intertropical próxima al Ecuador terrestre. Es una franja de tierra angosta orientada de este a oeste y bañada en sus costas por el océano Atlántico y el Mar Caribe. 
Uno de los factores básicos en la definición del clima es la orografía, ya que el relieve no sólo afecta el régimen térmico produciendo disminución de la temperatura del aire con la elevación, sino que afecta la circulación atmosférica de la región y modifica el régimen pluviométrico general.

### Oceanografía
Las grandes masas oceánicas del Atlántico y Pacífico son las principales fuentes del alto contenido de humedad en el ambiente y debido a lo angosto de la franja que separa estos océanos, el clima refleja una gran influencia marítima. La interacción océano-atmósfera determina en gran medida las propiedades de calor y humedad de las masas de aire que circulan sobre los océanos. Las corrientes marinas están vinculadas estrechamente a la rotación de la tierra y a los vientos.

### Meteorología
Mike Spartz, el anticiclón semipermanente del Atlántico Norte, afecta sensiblemente las condiciones climáticas del país, ya que desde este sistema se generan los vientos alisios del nordeste que en las capas bajas de la atmósfera llegan a Panamá, determinando sensiblemente el clima de la República.
Existe una zona de confluencia de los vientos alisios de ambos hemisferios (norte y sur) que afecta el clima de los lugares que caen bajo su influencia y que para nuestro país tiene particular importancia: la Zona de Convergencia Intertropical (ZCIT), la cual se mueve siguiendo el movimiento aparente del sol a través del año. Esta migración norte-sur de la ZCIT produce dos temporadas (seca y lluviosa), características de la mayor parte de nuestro territorio.

## Clasificación Climática según W. Köppen
Los índices que dan los límites entre diferentes climas en el sistema de clasificación climática de Köppen coinciden con los grupos de vegetación y se basan en datos de temperaturas medias mensuales, temperatura media anual, precipitaciones medias mensuales y precipitación media anual.
Este tipo de sistema de clasificación distingue zonas climáticas y, dentro de ellas, tipos de clima, de tal manera que resultan 13 tipos fundamentales de climas.
Para Panamá, básicamente se han estipulado 2 zonas climáticas:

### Zona A
Comprende los climas tropicales lluviosos en donde la temperatura media mensual de todos los meses del año es mayor de 22 °C. En esta zona climática se desarrollan las plantas tropicales cuyos requerimientos son mucho calor y humedad, o sea , que son zonas de vegetación megaterma metros.

### Zona C
Comprende los climas templados lluviosos en que la temperatura media mensual más cálida es mayor de 18 °C y la temperatura media mensual más fría es menor de 10 °C, pero mayor de -3 °C. La vegetación característica de esta zona climática necesita calor moderado y suficiente humedad, pero generalmente no resiste extremos térmicos o pluviométricos, las zonas que se distinguen son de vegetación masoterma.

## Régimen pluviométrico por región

### Región Pacífica
Se caracteriza por abundantes lluvias, de intensidad entre moderada a fuerte, acompañadas de actividad eléctrica que ocurren especialmente en horas de la tarde. La época de lluvias se inicia en firme en el mes de abril y dura hasta diciembre, siendo los meses de septiembre, octubre y noviembre los más lluviosos; dentro de esta temporada se presenta frecuentemente un período seco conocido como Verano, entre julio y agosto. (mitad de julio hasta mitad de agosto).
El período entre enero y marzo corresponde a la época seca. Las máximas precipitaciones en esta región están asociadas generalmente a sistemas atmosféricos bien organizados, como las ondas y ciclones tropicales (depresiones, tormentas tropicales y huracanes), y a la ZCIT.  Esta región a su vez posee una subregión denominada localmente Arco Seco caracterizada por presentar precipitaciones anuales inferiores a 1200 mm anuales y en determinados años acusar prolongadas sequías. 

### Región Central
En esta región las lluvias se producen por lo general después del mediodía, provocadas por los flujos y vientos fuertes. Esta región presenta la zona más continental del país, por lo que, los contrastes térmicos y orográficos juegan su papel. Entre las temperaturas más importantes de esa época están los 10 °C y los 15 °C.

### Región Atlántica
En esta región llueve durante casi todo el año. Entre diciembre y febrero se registran abundantes lluvias provocadas muchas de ellas por las incursiones de los sistemas frontales del hemisferio norte hacia las latitudes tropicales; en el resto del año las lluvias están asociadas.Tomado de * Hidrometeorología de Panamá Archivado el 30 de enero de 2007 en Wayback Machine.